# Muro de Berlín
El Muro de Berlín (en alemán: Berliner Mauer, pronunciado /bɛʁˈliːnɐ ˈmaʊ̯ɐ/ (escucharⓘ)) fue un muro de seguridad que formó parte de la frontera interalemana desde el 13 de agosto de 1961 hasta el 9 de noviembre de 1989. Rodeaba y separaba la zona de la ciudad berlinesa encuadrada en el espacio económico de la República Federal de Alemania (RFA), Berlín Oeste, de la capital de la República Democrática Alemana (RDA), Berlín Este, entre esos años. Es el símbolo más conocido de la Guerra Fría y de la división de Alemania. Este muro era denominado Muro de Protección Antifascista (Antifaschistischer Schutzwall) por la RDA, mientras que los medios de comunicación y parte de la opinión pública occidental se referían a él como Muro de la Vergüenza (Schandmauer).
El Bloque del Este dominado por los soviéticos sostenía que el muro fue levantado para proteger a su población de elementos fascistas que conspiraban para impedir la voluntad popular de construir un Estado socialista en la Alemania del Este. Un muro de 45 km dividía la ciudad de Berlín en dos, mientras que otros 115 km rodeaban su parte oeste aislándola de la RDA. Es decir, el Muro constituía la frontera estatal entre la RDA y el enclave de Berlín Oeste. Fue uno de los símbolos más conocidos de la Guerra Fría y de la separación de Alemania.
Se desconoce el número exacto de personas que fallecieron al intentar cruzar la frontera a través del muro, ya que el lado oriental estaba fuertemente vigilado, y no se dudaba en disparar a aquellos que intentaban pasar al lado occidental sin permiso. Alrededor de 3000 personas fueron detenidas mientras trataban de cruzar ilegalmente hacia la RFA, ocurriendo la última detención el 5 de febrero de 1989. En cuanto al número de fallecidos, la Fiscalía de Berlín considera que el saldo fue de más de 200 personas, incluyendo 33 que fallecieron como consecuencia de la detonación de minas. Por su parte, el Centro de Estudios Históricos de Potsdam estima en 125 la cifra total de muertos en la zona del muro.

## Historia

### Antecedentes

Zonas de ocupación de la Alemania de la Postguerra.

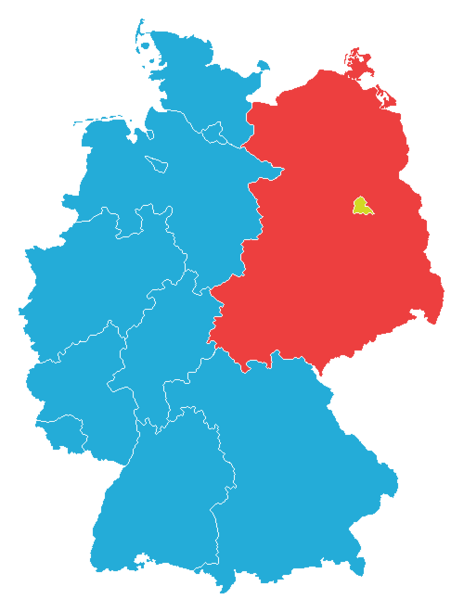
Ubicación de Berlín dentro de la RDA, siendo Berlín Este su capital. Mapa de la división alemana tras 1947.
Alemania Occidental
Alemania Oriental (incluido Berlín Este)
Berlín Oeste

En 1949 las tres zonas occidentales de ocupación se convirtieron en la República Federal de Alemania (RFA) y empezaron en ambos lados los trabajos de reconstrucción y protección de las fronteras. Mediante la formación de los dos Estados se llevó a cabo la separación política. Entre la RDA y la RFA se desplegaron por primera vez policías y los soldados fronterizos y más tarde se construyeron barreras. Berlín se dividió en cuatro sectores desmilitarizados a excepción de las fuerzas armadas de Francia, de Gran Bretaña, de la Unión de Repúblicas Socialistas Soviéticas y de los Estados Unidos de América en sus zonas respectivas, e independientes de ambos Estados alemanes, aunque en la práctica esta consideración tenía poca importancia. Berlín Occidental se asemejaba en muchos aspectos a un estado federado de la RFA, contando, por ejemplo, con representantes en el Parlamento (Bundestag). Berlín Oriental fue declarado capital de la RDA (Hauptstadt der DDR) como lo fue Berlín antes de la guerra.
Con la intensificación de la Guerra Fría, que tras el embargo de productos de alta tecnología contra el Bloque del Este se tornó en una guerra diplomática y la amenaza militar permanente, se reforzaron las fronteras. Las fronteras pasarían con el tiempo, de ser una separación entre las dos partes alemanas, a ser parte de la frontera entre la Comunidad Económica Europea (antecesora de la Unión Europea) y el Consejo de Ayuda Mutua Económica (COMECON), entre la OTAN y los miembros del Pacto de Varsovia, y también entre las dos ideologías políticas y los dos bloques económico-culturales que se enfrentaban en la Guerra Fría.

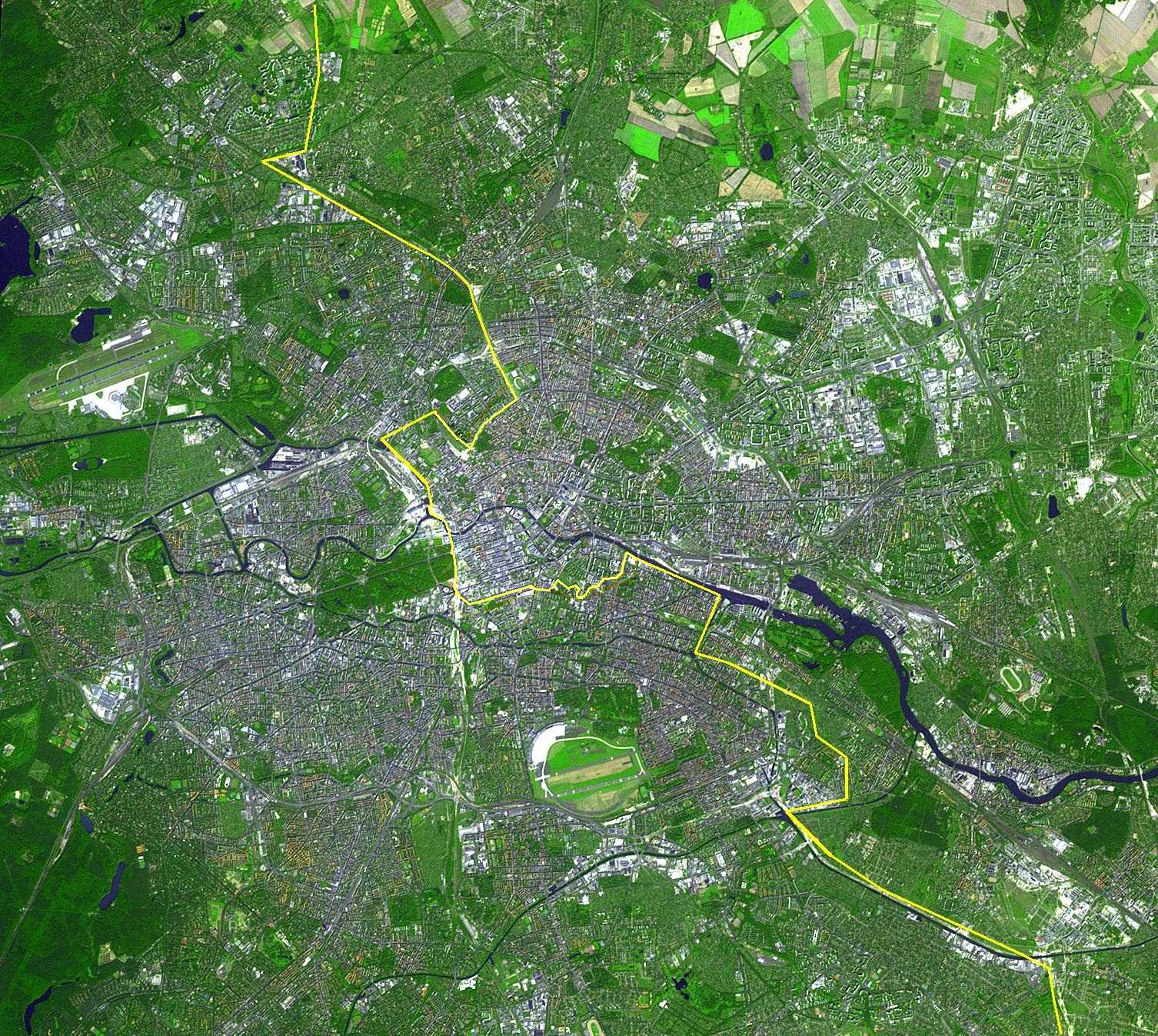
Situación del Muro de Berlín trazada sobre una fotografía tomada desde un satélite.

Desde la fundación de la RDA se incrementó la emigración en dirección a la RFA. A partir de 1952, las fronteras interiores entre la RDA y la RFA se protegieron con vallas y vigilantes: se creó una zona de 5 km a la que sólo podía entrarse con un permiso especial para residentes. Cerca de la frontera había otros 500 metros de zona prohibida y en la misma frontera una barrera de 10 metros.
Pese a ello, permanecía abierta la frontera entre Berlín Este y Berlín Oeste, difícil de controlar. Entre 1949 y 1961, unos tres millones de personas abandonaron la RDA desde el Berlín Oriental. Solo en las dos primeras semanas de agosto de 1961 emigraron 47 533 personas. Además, para muchos polacos y checos, Berlín Occidental se convirtió en la puerta hacia Occidente. A menudo se trataba de personas jóvenes bien formadas, lo que constituía una amenaza a la economía de la RDA y, en última instancia, a la población de los países respectivos. Unos 50 000 trabajadores de Berlín Oriental trabajaban y vivían en el Berlín Oeste, pero se aprovechaban de las condiciones financieras favorables de Berlín Este, siendo conocidos como Grenzgänger (fronterizos).
El 4 de agosto de 1961 fue decretado por la magistratura de Berlín Este que los "fronterizos" fueran registrados y pagaran el alquiler en marcos de la RFA. Ya antes de la construcción del muro, la Policía Popular (Volkspolizei) de Berlín Oriental controlaba las calles y los medios de transporte que llevaban a la parte oeste a los llamados «fugitivos de la República» sospechosos y «contrabandistas». Además, muchos berlineses occidentales y orientales que trabajaban en el Berlín occidental compraban en el mercado negro —con una ventajosa tasa de intercambio para el Marco de Alemania del Este de aproximadamente 1:4— los baratos alimentos básicos y los pocos bienes de consumo de lujo de Berlín Este. La economía planificada del sistema del lado oriental fue, en consecuencia, debilitada de esta forma. El muro debía servir a los gobernantes del Bloque del Este como una forma de detener la evasión de los trabajadores y campesinos socialistas mediante el aislamiento.

### Construcción del muro

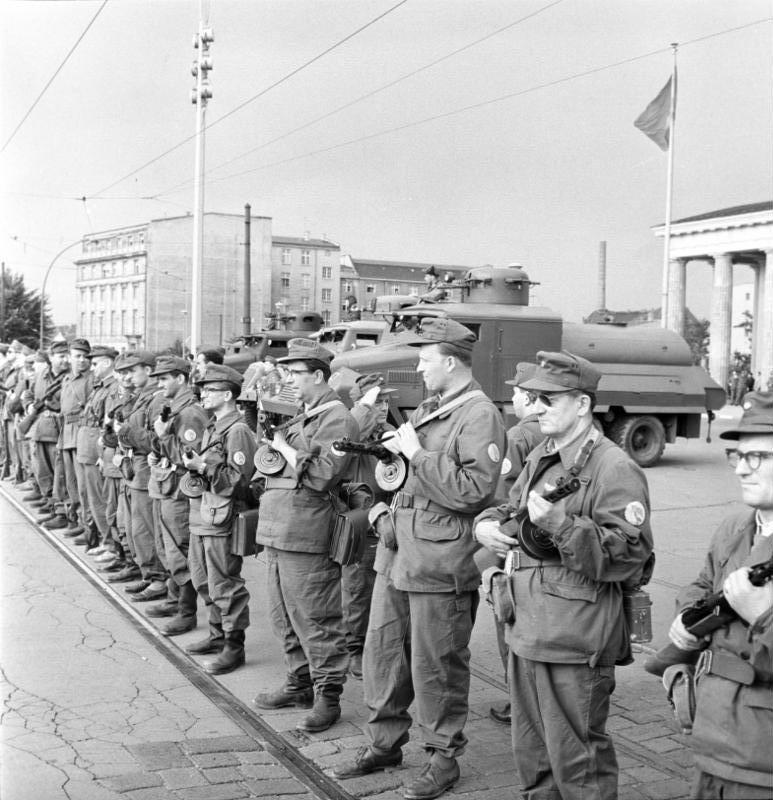
Grupos de combate de la clase trabajadora de Alemania Oriental cierran la frontera el 13 de agosto de 1961 en preparación para la construcción del Muro de Berlín.

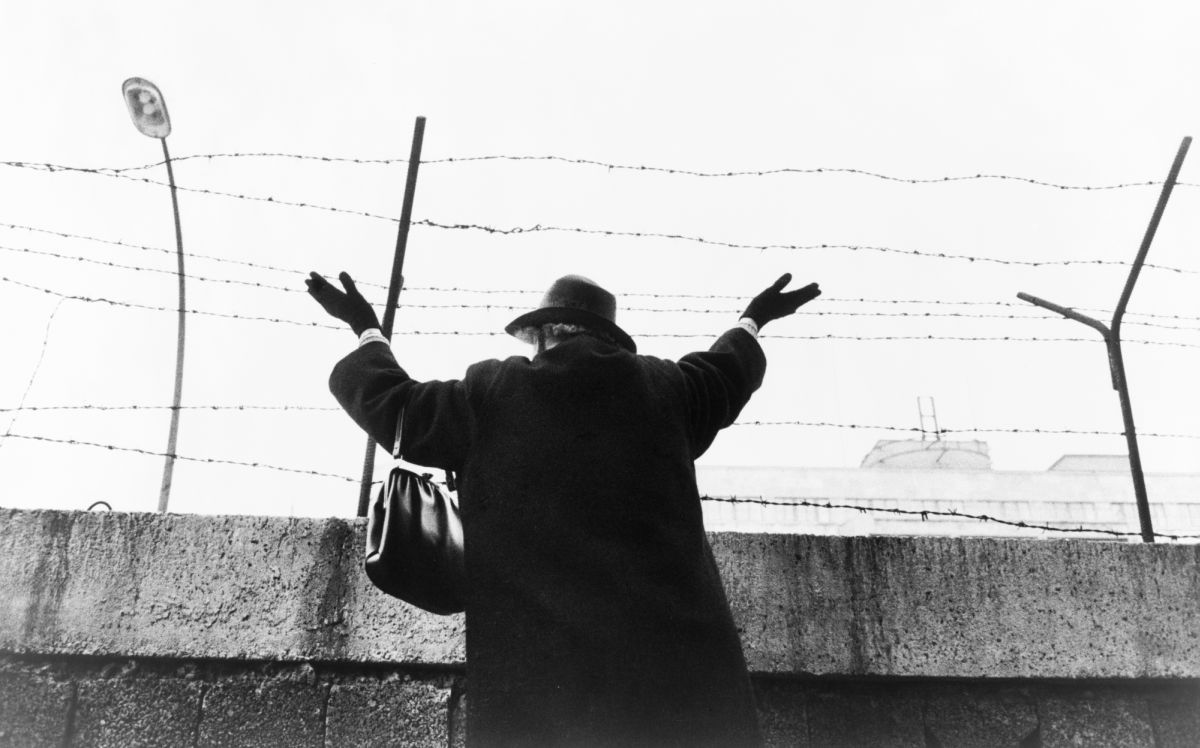
Una señora saluda desde el sector Oeste a sus conocidos del sector Este tras tres horas de espera (1961).

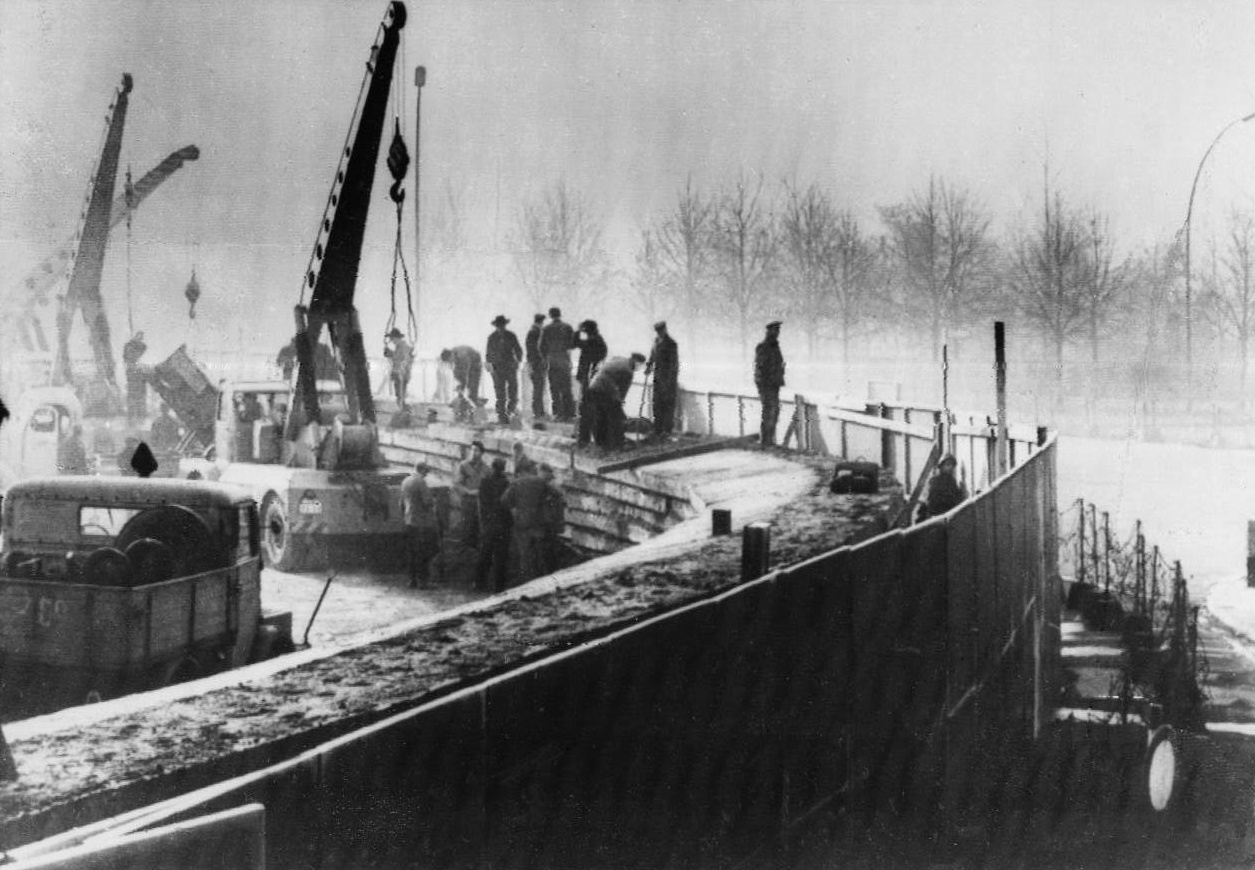
Trabajadores de la RDA construyendo el muro (20 de noviembre de 1961).

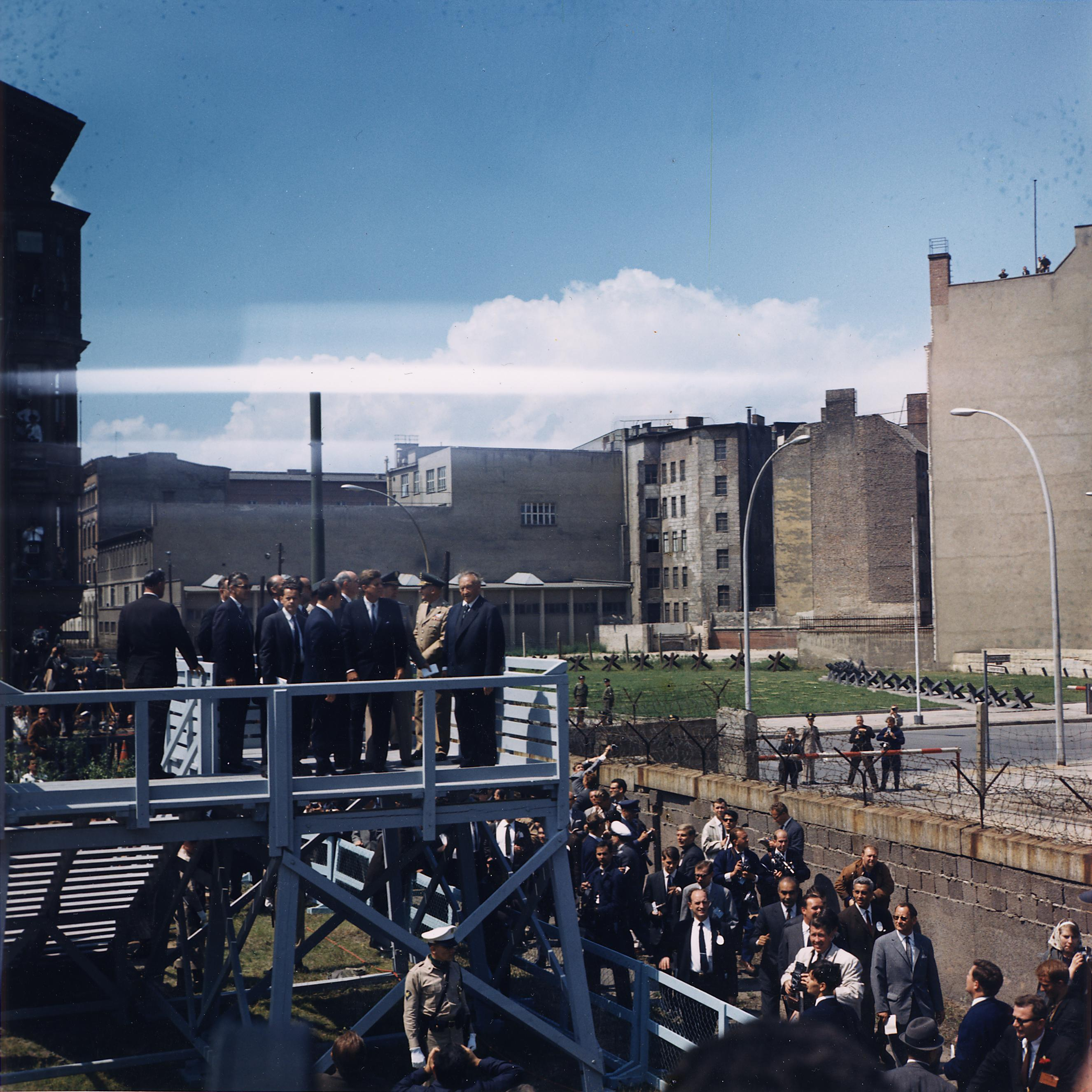
Kennedy y Adenauer en el Checkpoint Charlie del Muro de Berlín, 26 de junio de 1963.

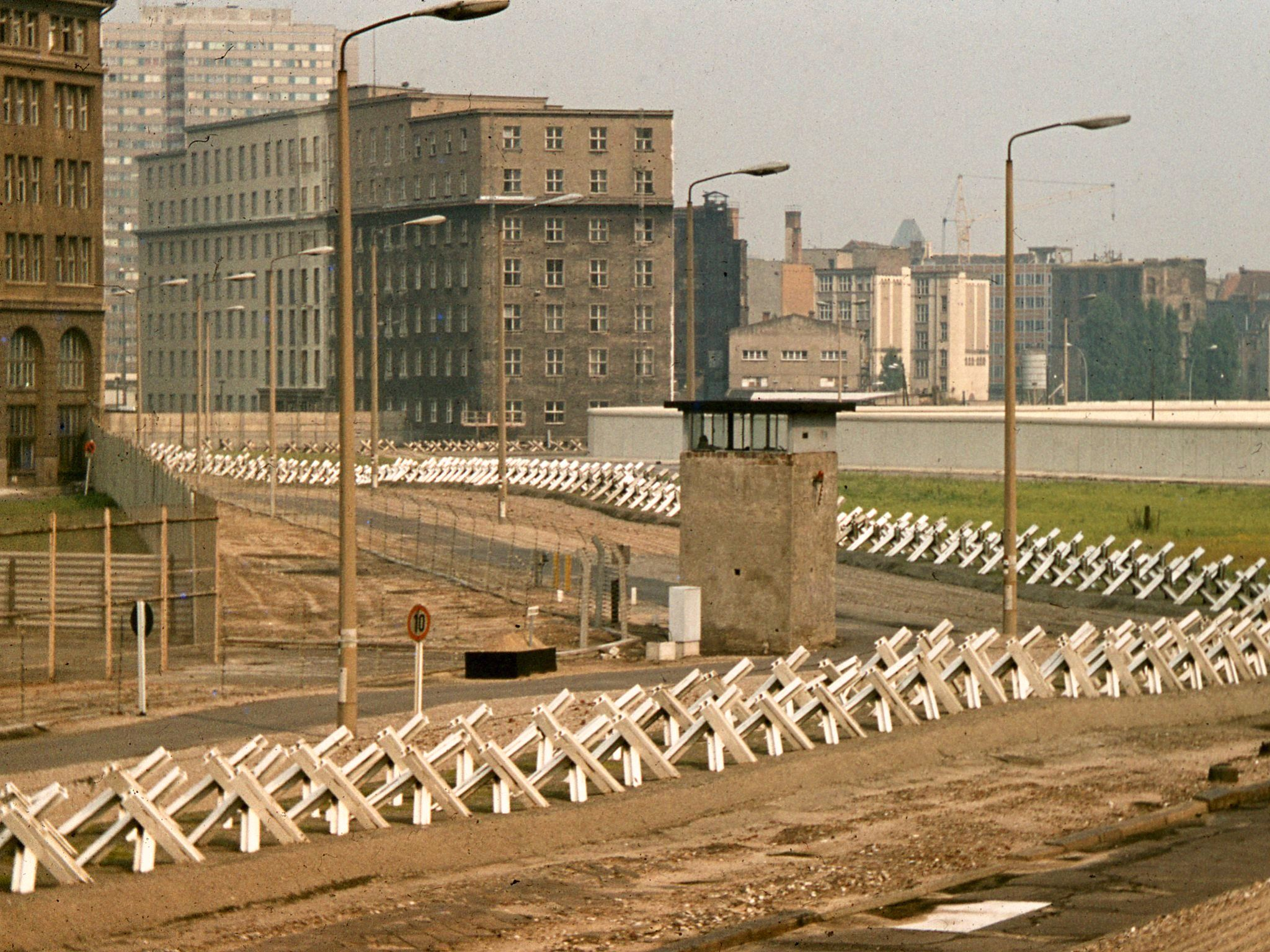
Sección del muro, 1977.

El plan de la construcción del Muro de Berlín fue un secreto de Estado de la administración de la RDA. El muro fue erigido a instancias del Partido Socialista Unificado de Alemania —los trabajos se llevaron a cabo bajo la dirección y la vigilancia de la Volkspolizei y de soldados del Ejército Popular Nacional— contra las declaraciones del presidente del Consejo de Estado (Staatsratsvorsitzender) Walter Ulbricht, quien, en una conferencia de prensa internacional que se celebró en Berlín Oriental el 15 de junio de 1961, había contestado a una pregunta de la periodista Annamarie Doherr:

Entiendo que su pregunta dice que hay personas en Alemania Occidental que quieren que movilicemos a los trabajadores de la construcción en la capital de la RDA para erigir un muro. No tengo conocimiento de tal intención. Los trabajadores de la construcción en nuestra capital se preocupan principalmente por la construcción de viviendas, y su fuerza laboral está totalmente comprometida con esto. Nadie tiene la intención de construir un muro.
Walter Ulbricht

Ich verstehe Ihre Frage so, dass es in Westdeutschland Menschen gibt, die wünschen, dass wir die Bauarbeiter der Hauptstadt der DDR dazu mobilisieren, eine Mauer aufzurichten. Mir ist nicht bekannt, dass eine solche Absicht besteht. Die Bauarbeiter unserer Hauptstadt beschäftigen sich hauptsächlich mit Wohnungsbau, und ihre Arbeitskraft wird dafür voll eingesetzt. Niemand hat die Absicht, eine Mauer zu errichten.-
Walter Ulbricht

Ulbricht fue, de esa forma, el primero en emplear el concepto «muro», dos meses antes de que se construyese.
De hecho, los aliados occidentales fueron informados del acordonamiento de Berlín Oeste por los miembros del plan «Medidas drásticas», pero fueron sorprendidos por el calendario y la amplitud de las barreras. El acceso directo a Berlín Oeste no se cortó, ni fue interrumpido con fuerzas militares. El Servicio Secreto de la RFA (Bundesnachrichtendienst – BND) ya disponía de información similar desde mediados de julio. Tras la visita de Ulbricht a Jrushchov durante las reuniones de los países miembros del Pacto de Varsovia del 3 al 5 de agosto, el BND informó:

Las informaciones disponibles muestran que el régimen de Pankow trata de obtener el beneplácito de Moscú para poner en vigor medidas rigurosas de bloqueo. En particular el bloqueo de la frontera de Berlín con la interrupción del tráfico de metros y tranvías entre Berlín Este y Berlín Oeste (...) Queda por dilucidar si Ulbricht será capaz de obtener un acuerdo tal con Moscú.

El 11 de agosto, la Cámara Popular (Parlamento de la RDA – Volkskammer) aprobó los resultados del Consejo de Moscú y autorizó al Consejo de Ministros de la RDA a tomar las medidas correspondientes. El Consejo de Ministros de la RDA decidió el 12 de agosto emplear a las fuerzas armadas para ocupar la frontera de Berlín Oeste y construir el muro.
El sábado 12 de agosto, el BND recibió la siguiente información: «El 11 de agosto de 1961 ha tenido lugar una conferencia entre el Secretario del Partido Comunista y otros altos funcionarios del partido. Se declaró: (...) la situación del constante incremento del flujo de refugiados hace necesario el acordonamiento de los sectores oeste de Berlín y de la Zona Soviética de Ocupación Militar (Sowjetische Besatzungszone – SBZ) en los próximos días —no se especificó un día exacto— y no dentro de dos semanas, como estaba planeado».
En la noche del 12 al 13 de agosto de 1961, sin previo aviso, se construyó el muro entero, quedando el 13 de agosto sin construir una pequeña parte, fuertemente vigilada por la policía socialista. Empezaron a sellar los accesos a Berlín Oeste soldados del Ejército Popular Nacional, 5000 miembros de la policía fronteriza alemana (precursora de las Tropas Fronterizas, o Grenztruppen), 5000 miembros de la Policía Popular y 4500 miembros de las brigadas. Tropas soviéticas se apostaron para un eventual combate en la frontera aliada. Todos los medios de transporte que comunicaban ambos lados de Berlín fueron detenidos. Sin embargo, las líneas del ferrocarril elevado (S-Bahn) y subterráneo (U-Bahn) de Berlín Occidental que circulaban bajo Berlín Este, siguieron funcionando, aunque sin detenerse en las estaciones orientales, que quedaron como estaciones fantasma. Solo una de las líneas afectadas de la estación (calle) Friedrichstraße permaneció en servicio, aunque bajo estrictos controles.

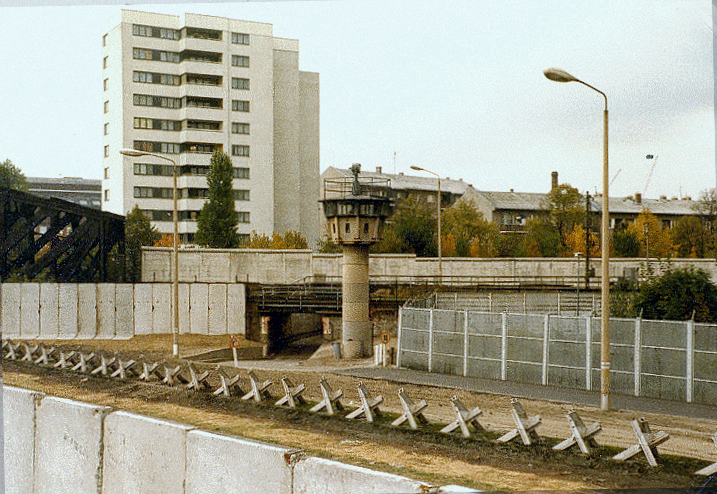
Punto de entrada del S-Bahn del Berlín occidental al Berlín oriental cerca del muro de Berlín en Liesenstraße/Gartenstraße, 1980

Erich Honecker, como secretario del Comité Central, fue responsable de la planificación y realización del muro en nombre de la dirección del SED. Hasta septiembre de 1961 desertaron 85 hombres de las fuerzas de vigilancia (Grenztruppen), además de 400 civiles en 216 escapadas. De esa audacia resulta significativa la famosa fotografía del joven policía de fronteras Conrad Schumann saltando sobre las alambradas de la calle Bernauerstraße.
El gobierno de la RDA alegó que era un «muro de protección antifascista», cuyo objetivo era impedir las agresiones occidentales, y que la construcción del muro era consecuencia de la política de la Alemania Federal y sus socios de la Organización del Tratado del Atlántico Norte (OTAN). Decían desde la Alemania Oriental que ningún muro hubiera sido necesario si el Berlín Occidental no fuera una «espina en el costado de la RDA», como lo había definido su alcalde Willy Brandt, en el sentido de que era un exclave de otro Estado inserto en el corazón de la Alemania Oriental. Esta visión era compartida por los demás países del Pacto de Varsovia, los cuales veían la rivalidad entre ambas Alemanias como un reflejo de la rivalidad entre los dos grandes pactos militares de la época. De todos modos, las autoridades de la RDA también reconocían que entre los objetivos del muro estaba impedir la emigración masiva o «fuga de cerebros».
La versión de las autoridades de la RFA y la visión generalizada en el mundo capitalista u Occidente fue que esta justificación no servía más que para matizar el que era, según ellos, el único propósito: imposibilitar que los ciudadanos de la RDA entraran en el Berlín Occidental y, por lo tanto, en la Alemania Federal. Luego de la ocupación soviética de Europa del Este al final de la Segunda Guerra Mundial y antes de la construcción del muro en 1961, debido a la maltrecha economía soviética, en contraposición con el crecimiento económico del Berlín occidental, se estima que 3.5 millones de alemanes orientales huyeron de la RDA hacia la RFA (aproximadamente el 20 % de la población de la RDA).
Los alemanes orientales no controlaban todo el tráfico entre el Berlín Occidental y la Alemania Federal y, en este sentido, se argumentó que las defensas del muro estaban diseñadas para funcionar desde el interior de la Alemania Oriental; las minas de fragmentación SM-70 montadas en el muro estallaban al intentar escalarlo desde el interior, las defensas contra vehículos estaban situadas en el lado de Alemania Oriental y el muro de cuarta generación estaba hecho de secciones de hormigón armado con la base más larga en el interior de la RDA.

### Reacción de Alemania Occidental

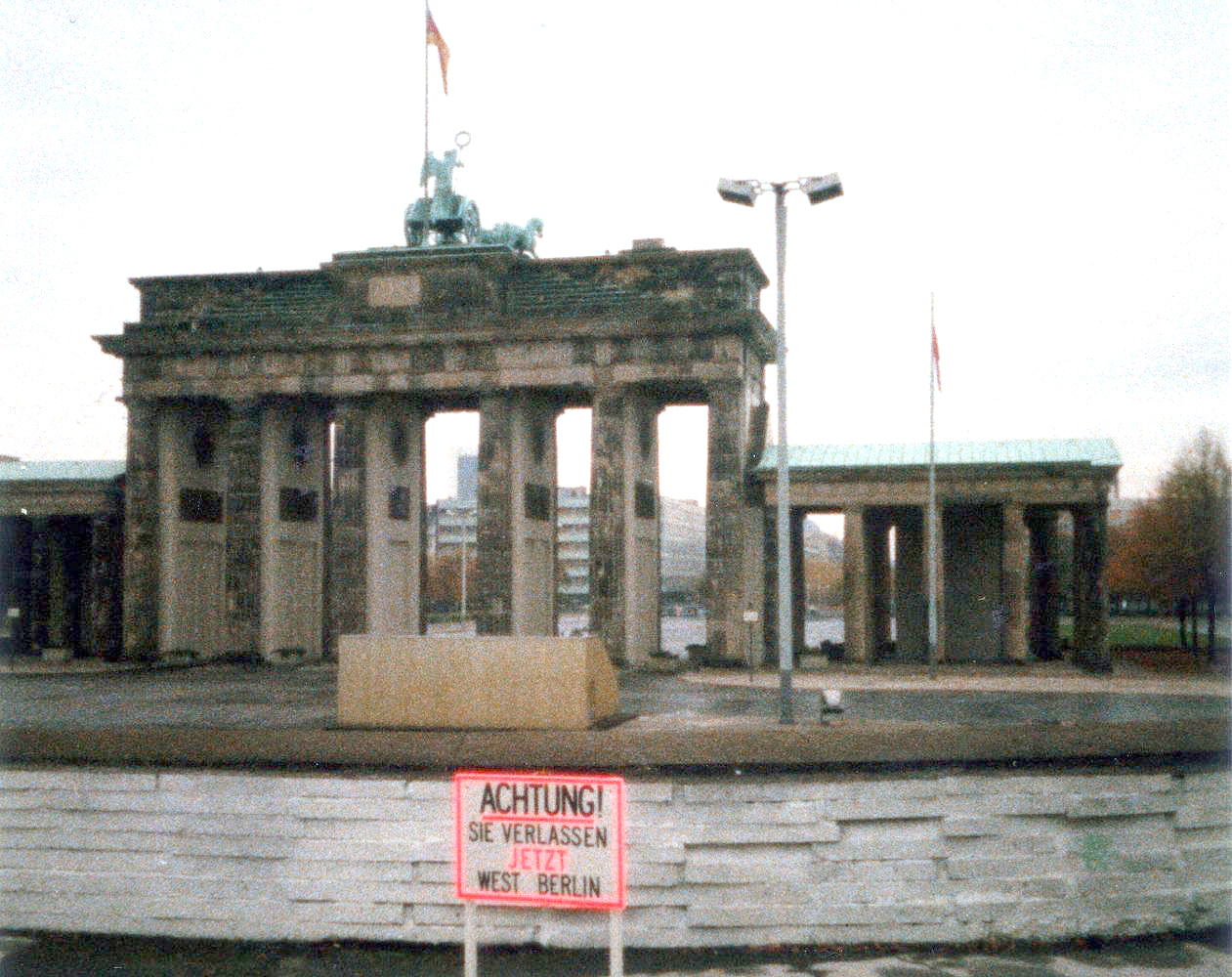
Puerta de Brandeburgo, 1987, vista desde el lado occidental. En el cartel: 'Atención: Está abandonando Berlín Occidental.'

El canciller de la RFA, Konrad Adenauer, pidió ese día por la radio calma y prudencia a la población y declaró las medidas que los aliados tomarían. En las primeras dos semanas tras la construcción del muro visitó Berlín Oeste, solo el alcalde Willy Brandt protestó con energía, aunque al fin no pudo hacer nada contra el amurallamiento. Los Länder del oeste fundaron ese año en Salzgitter un centro de documentación judicial sobre las violaciones a los derechos humanos perpetradas por la RDA. El 16 de agosto de 1961, Willy Brandt convocó una manifestación que reunió a 300 000 berlineses occidentales junto al Ayuntamiento de Schöneberg.

### Reacción de los Aliados
La reacción occidental ante la construcción del muro fue lenta: pasaron 20 horas hasta la aparición de las fuerzas militares en la frontera; 40 horas hasta que se comunicaron con el comandante soviético de Berlín; 72 horas hasta que protestaron ante la diplomacia de Moscú. Cada vez hubo más rumores de que los soviéticos habían asegurado a los aliados occidentales que no amenazarían sus derechos. La experiencia del bloqueo había mostrado a los aliados que Berlín Oeste estaría amenazado, así que la construcción del muro fue una confirmación material del statu quo, que se cimentó, en el sentido literal de la palabra. La Unión Soviética abandonó su petición de que Berlín Oeste estuviese «libre» de tropas aliadas, que había formulado en el Ultimátum de Jrushchov de 1958.
Reacciones internacionales en 1963:
- «Una solución poco elegante, aunque mil veces preferible a la guerra». John F. Kennedy, presidente de los Estados Unidos.
- «Alemania del Este detiene el flujo de refugiados y se atrinchera tras un grueso telón de acero. No se trata de nada ilegal». Harold Macmillan, primer ministro británico.

Kennedy afirmó que Berlín era un «Estado libre» y envió de refuerzo 1500 hombres a Berlín Oeste. El dirigente de la RDA Walter Ulbricht determinó incluso el control por las Policías Fronteriza y Popular sobre los oficiales y policías aliados, lo que produjo un fuerte rechazo, en particular por parte de los estadounidenses. Al final, el comandante de las tropas soviéticas en Berlín debió intervenir con los funcionarios de la RDA para calmar la situación.
El 27 de octubre de 1961 se produjo una confrontación directa y peligrosa entre tropas soviéticas y estadounidenses en el Checkpoint Charlie de la Friedrichstraße, formando diez carros de combate de cada bando junto a la línea fronteriza. Al día siguiente, ambas unidades de carros de combate fueron retiradas. Los dos bandos temían que el conflicto de Berlín acabase en una guerra atómica.

### Dos países

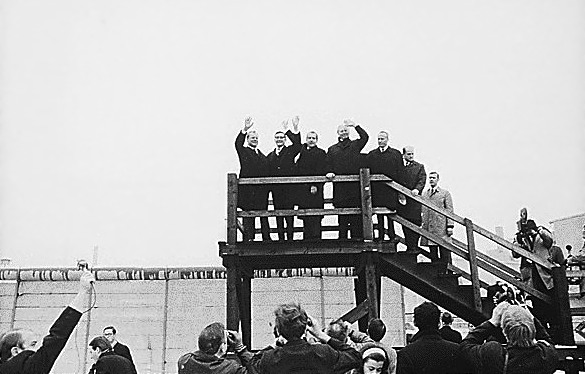
Nixon en el Muro de Berlín.

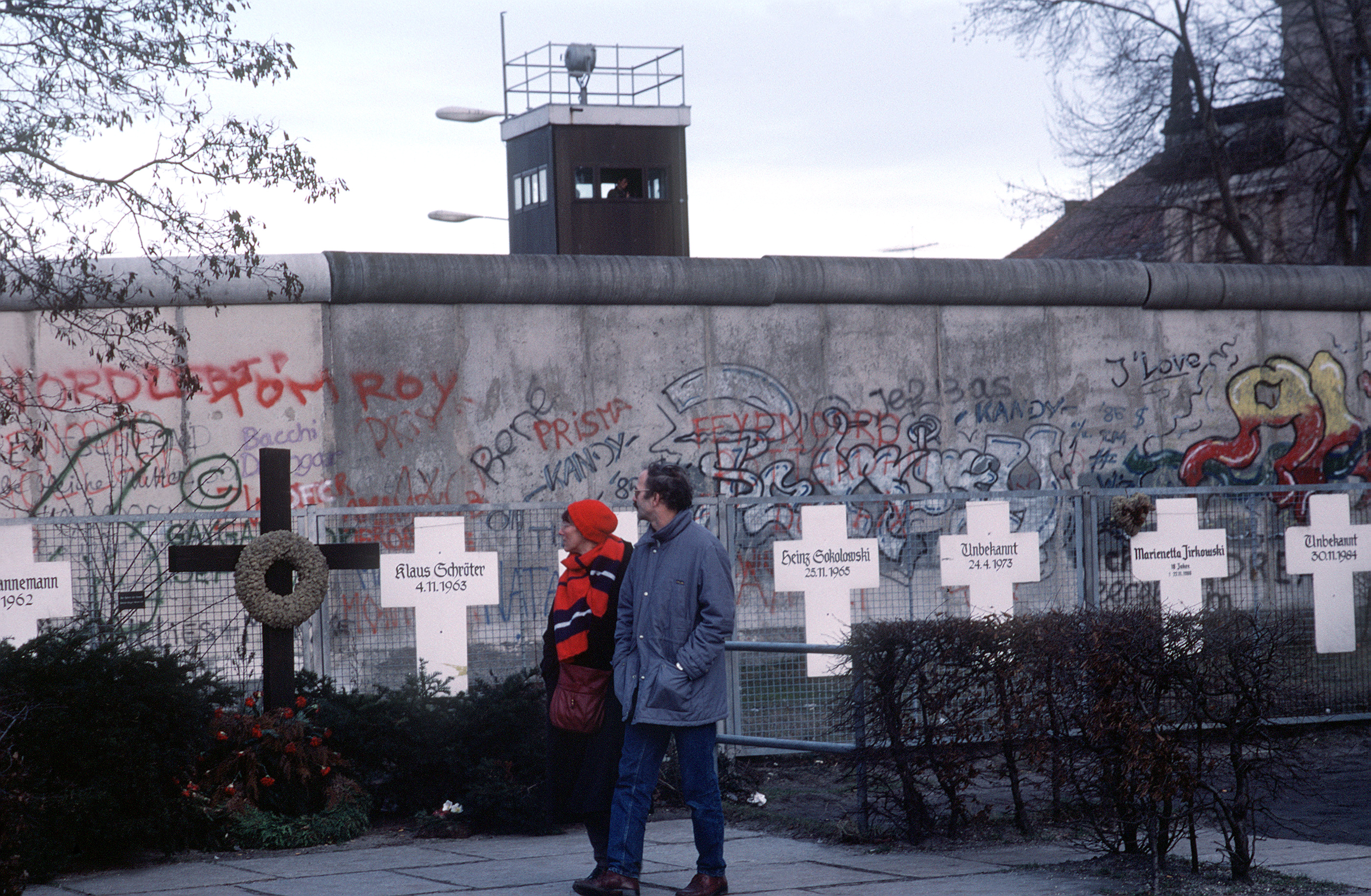
Cruces fúnebres simbólicas en honor de los muertos en el muro. Foto de enero de 1990.

Desde el 1 de junio de 1962, no se podía entrar en la RDA desde Berlín Oeste. Tras largas negociaciones, un acuerdo de 1963 permitió que más de cien mil berlineses del oeste visitaran a sus parientes del lado este durante la festividad de fin de año.
Al principio de la década de 1970, Willy Brandt y Erich Honecker emprendieron una política de aproximación entre la RFA y la RDA para relajar la frontera entre ambos lados de la ciudad dentro de la doctrina de Ostpolitik auspiciada por Brandt. La RDA acordó simplificar los trámites necesarios para los permisos de viaje, en especial para la población «improductiva» que cobraba pensiones, y permitió a los ciudadanos de la parte oeste visitas básicas a las regiones colindantes con la frontera. Como precio para relajar más las fronteras, la RDA exigió que se le considerase un Estado soberano, así como la extradición de sus ciudadanos que huyeran a la RFA. Estas exigencias, contrarias a la constitución de la RFA, fueron rechazadas de forma categórica, aunque ambos Estados sí establecieron relaciones diplomáticas mutuas.
La RDA denominaba al muro, así como a las fronteras que la separaban de la RFA, «Muros de protección antifascista» que protegían a la RDA contra «la inmigración, la infiltración, el espionaje, el sabotaje, el contrabando, las ventas y la agresión de los occidentales». En los hechos el muro servía para evitar que habitantes de la RDA huyeran hacia la Alemania occidental, pues nunca se documentó que alguien intentase cruzar el Muro ilegalmente en sentido inverso de oeste a este.

### Los años del muro
El muro medía más de 120 km. La construcción inicial fue mejorada con regularidad. El «Muro de la cuarta generación», que empezó a construirse en 1975, era de hormigón armado, tenía una altura de 3,6 m y estaba formado por 45 000 secciones independientes de 1,5 m de longitud. Su costo fue de 16 155 000 marcos de la Alemania Oriental. Además, la frontera estaba protegida por una valla de tela metálica, cables de alarma, trincheras para evitar el paso de vehículos, una cerca de alambre de púas, más de 300 torres de vigilancia y treinta búnkeres.

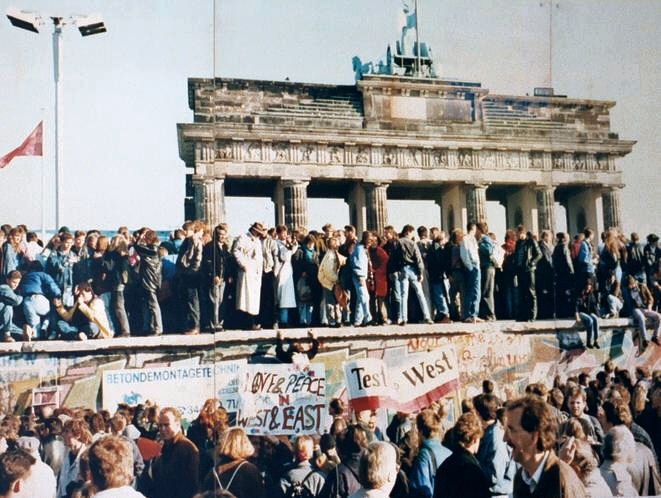
La caída del muro de Berlín

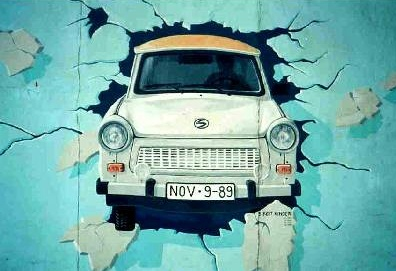
Célebre mural, icono de la caída del muro.

Al principio, sólo había un paso para los alemanes orientales en la Friedrichstraße; las potencias occidentales tenían dos puntos de control: en Helmstedt, en la frontera entre Alemania Oriental y la parte principal de Alemania Federal, y Dreilinden, en la frontera sur de Berlín Oriental.
A los puntos de control se les dieron nombres fonéticos: Alfa (Helmstedt), Bravo (Dreilinden) y Charlie (Friedrichstraße).
Se contabilizaron unas 5000 fugas a Occidente; 192 personas murieron por disparos al intentar cruzarlo y otras 200 resultaron heridas; 57 se fugaron a través de un túnel de 145 metros, cavado por los occidentales, en los días 3, 4 y 5 de octubre de 1964. El intento fallido más destacado fue el de Peter Fechter, quien intentó cruzarlo junto con Helmut Kulbeik, quien sí lo logró. Fechter fue tiroteado y agonizó desangrado a la vista de los medios occidentales el 17 de agosto de 1962. Existe la teoría de que la letra de la canción «Libre» está inspirada en la historia de Peter Fechter, El autor de la canción, José Luis Armenderos descartó de plano la relación con Fechter, asumiendo que fue por la dictadura de Francisco Franco y que cuando supo lo de Fechter quedó estupefacto.

## La caída del Muro de Berlín
El Muro de Berlín cayó en la noche del jueves 9 al viernes 10 de noviembre de 1989, 28 años después de su construcción. La apertura del muro, conocida en Alemania con el nombre de die Wende (El cambio), fue consecuencia de las exigencias de libertad de circulación en la ex RDA y las evasiones constantes hacia las embajadas de capitales de países del Pacto de Praga y Varsovia y por la frontera entre Hungría y Austria, que impuso menos restricciones desde el 23 de agosto. En septiembre, más de 13 000 alemanes orientales emigraron hacia Hungría. Poco después comenzaron manifestaciones masivas en contra del gobierno de la Alemania Oriental, especialmente en Leipzig. El líder de la RDA, Erich Honecker, renunció el 18 de octubre de 1989, siendo reemplazado días más tarde por Egon Krenz.
Tras el 6 de noviembre se hizo público el proyecto de una nueva legislación para viajar, que recibió duras críticas, y el gobierno checoslovaco protestó por vías diplomáticas por el aumento de la emigración desde la RDA a través de Checoslovaquia. El SED decidió, el 7 de noviembre, regular los viajes al exterior, facilitándolos. El 9 de noviembre se promulgó un plan que permitía obtener pases para viajes de visita. Se elaboró un modelo en el Consejo de Ministros, que se decidió ese mismo día antes de las 18:00 y que debía ser publicado y difundido en forma de circular a las 4:00 del día siguiente por las agencias de noticias, aunque hubo una objeción al procedimiento por parte del Ministerio de Justicia. En paralelo, el modelo del Ministerio fue estudiado y aprobado en el Comité Central.

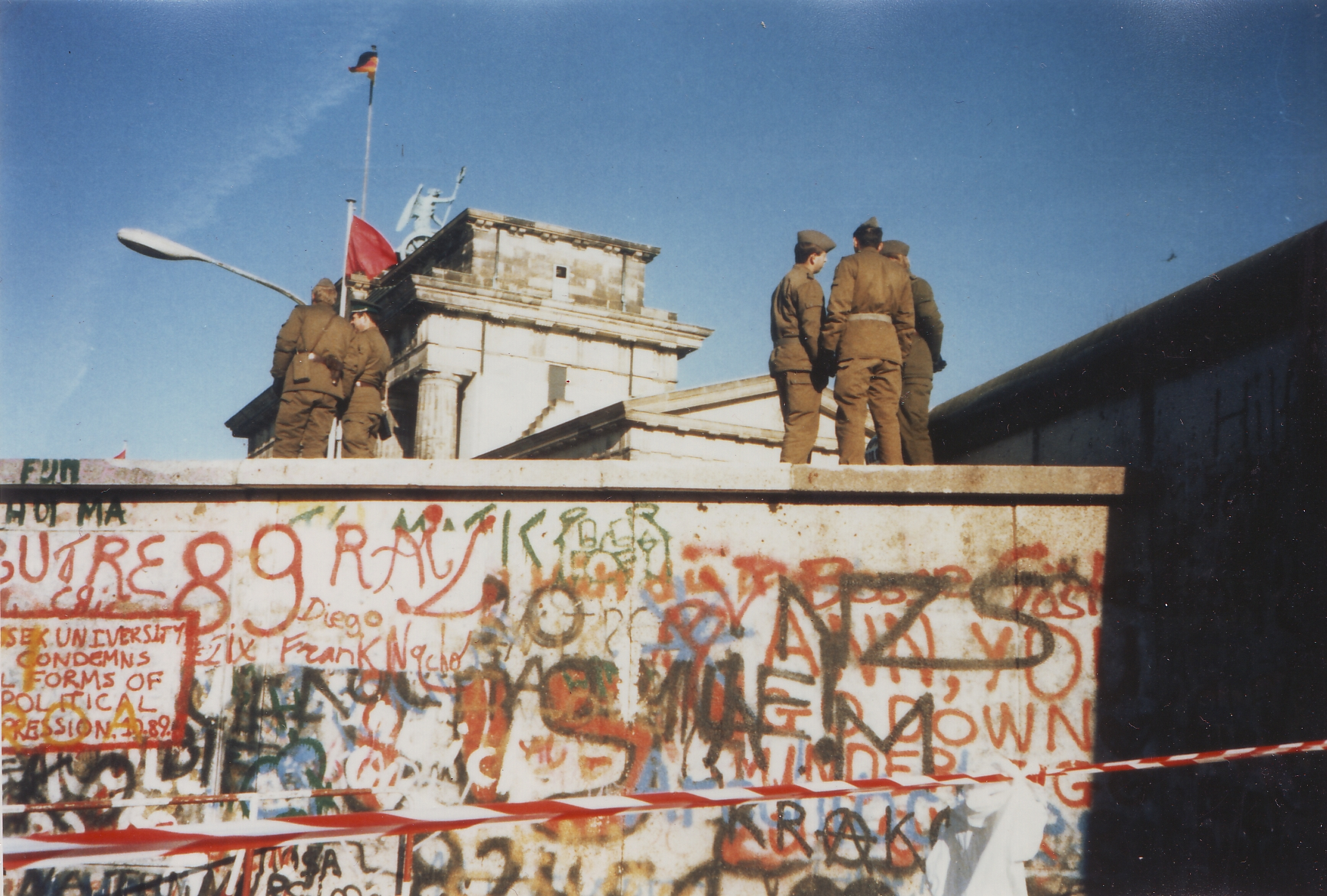
Muro de Berlín (16 de noviembre de 1989).

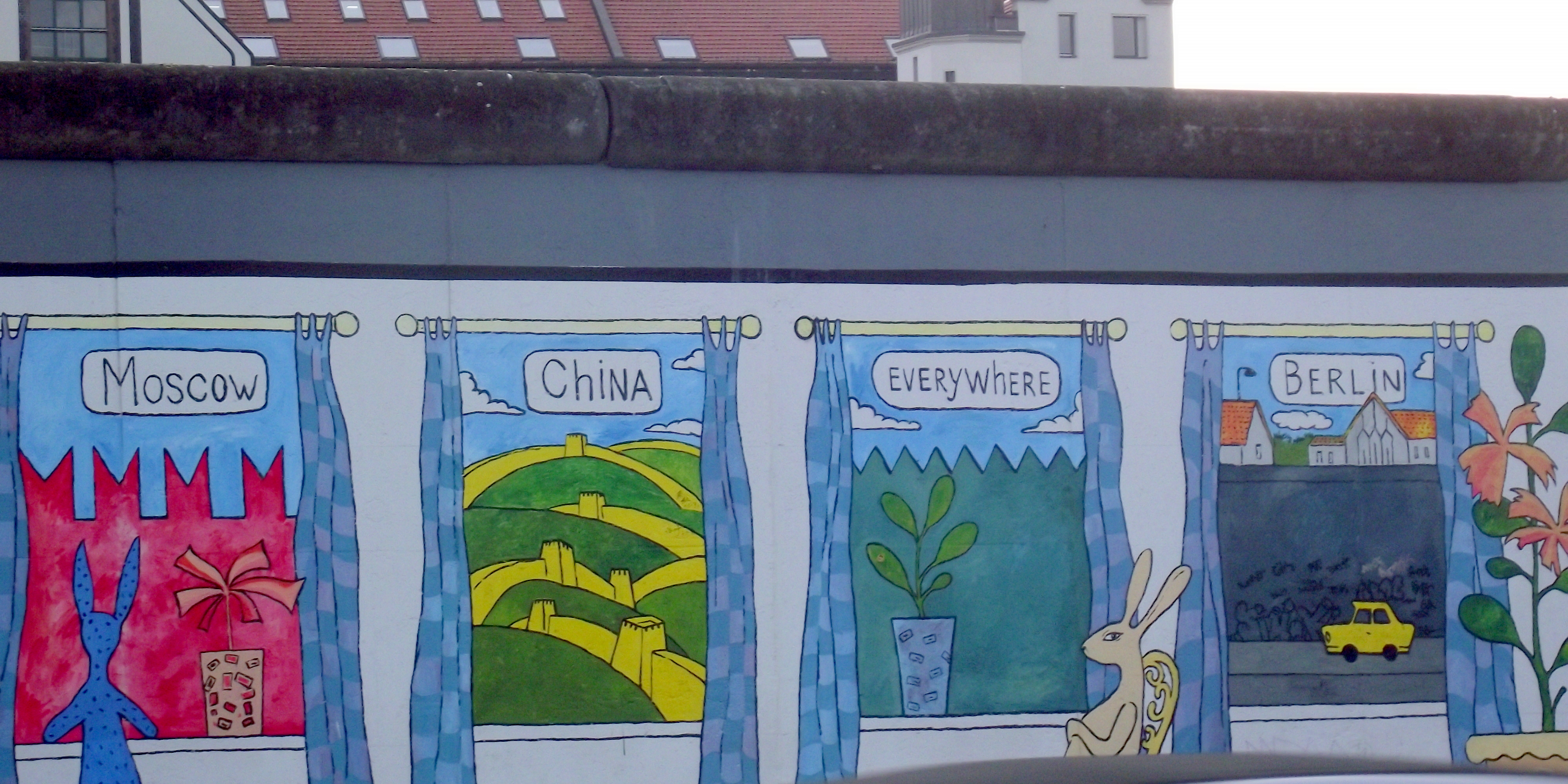
El muro de Berlín

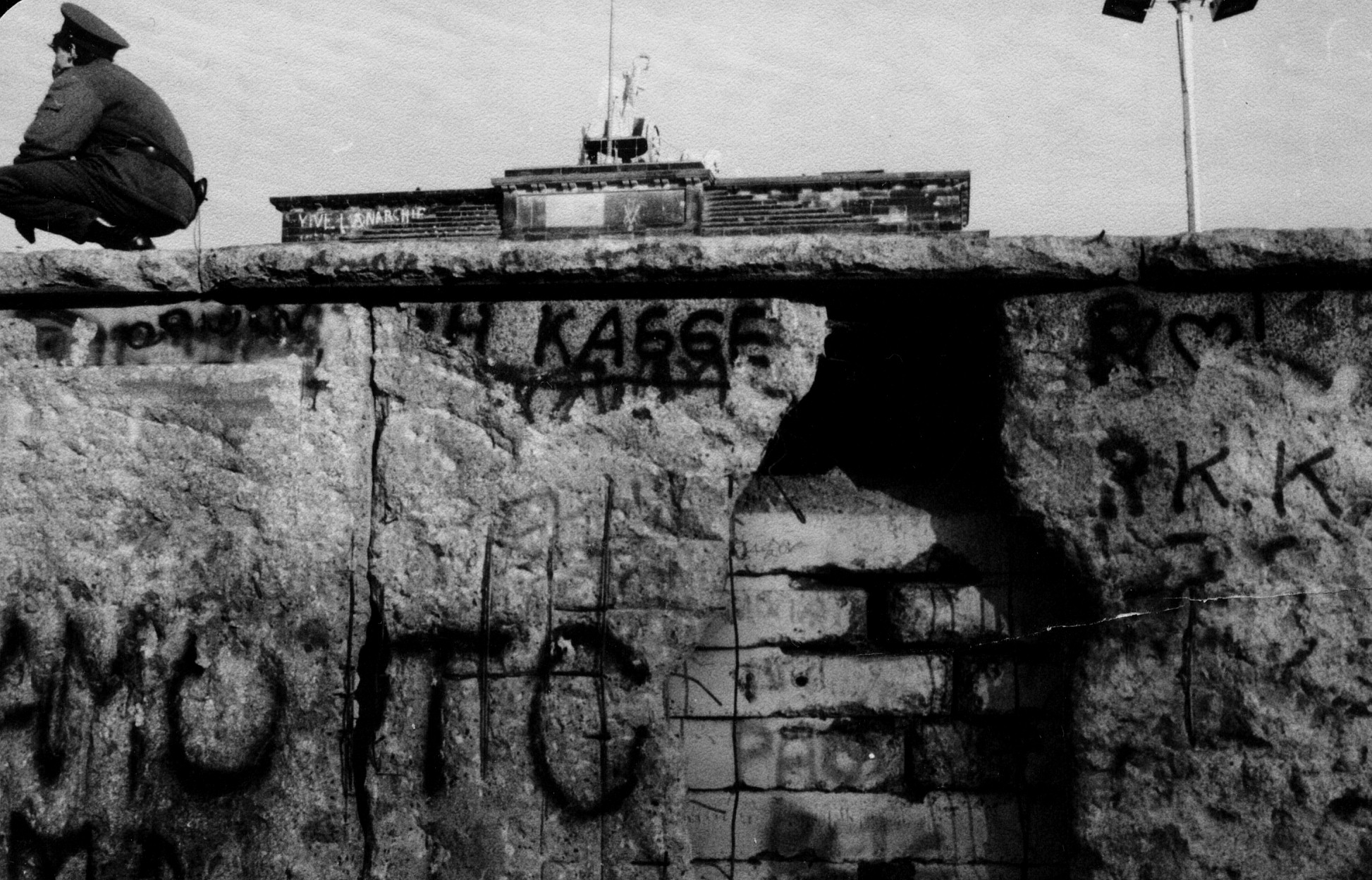
Porción del Muro de Berlín, en parte destruida, vista desde el lado occidental, con un guardia fronterizo y la Puerta de Brandeburgo al fondo, noviembre de 1989.

El miembro del Politburó del SED Günter Schabowski anunció en una conferencia de prensa, retransmitida en directo por la televisión de Alemania Oriental, que todas las restricciones habían sido retiradas y, creyendo que podrían pasar sin ningún trámite al otro lado, decenas de miles de personas fueron de inmediato al muro, donde los guardias fronterizos no se atrevieron a disparar y al fin abrieron los puntos de acceso. Schabowski acabó la conferencia de prensa a las 18:53. Se encontraban sobre el podio junto a Schabowski los miembros del Comité central del SED Helga Labs, Gerhard Beil y Manfred Banschak. La cuestión se remitió a las actas de la conferencia de prensa.
El corresponsal de la agencia italiana ANSA, Riccardo Ehrman, preguntó sobre el derecho de viaje. En abril de 2009, Ehrman declaró que antes había recibido una llamada telefónica en la que se le decía que hiciera una pregunta sobre la ley de viajes:

Señor Schabowski, ¿cree usted que fue un error introducir la Ley de Viajes hace unos días?

Se refería a una ley de permisos de viaje muy confusa que había provocado un éxodo de miles de alemanes a través de las fronteras de Checoslovaquia y Hungría. Schabowski sacó unos papeles del bolsillo y repitió que, para evitar más líos, los ciudadanos de la RDA podrían ir al oeste, esta vez sin pasaporte ni visado: sólo mostrando el carné de identidad o un documento parecido. Schabowski leyó un proyecto de ley del Consejo de Ministros que tenía delante a las 18:57:

Los viajes privados al extranjero se pueden autorizar sin la presentación de un justificante, motivo de viaje o lugar de residencia. Las autorizaciones serán emitidas sin demora. Se ha difundido una circular a este respecto. Los departamentos de la Policía Popular responsables de los visados y del registro del domicilio han sido instruidos para autorizar sin retraso los permisos permanentes de viaje, sin que las condiciones actualmente en vigor deban cumplirse. Los viajes de duración permanente pueden hacerse en todo puesto fronterizo con la RFA.

A la pregunta del periodista Riccardo Ehrman (se ha dicho que la formuló el reportero Peter Brinkmann):

Wann tritt das in Kraft? (¿Cuándo entra en vigor?)

Schabowski hojeó sus notas y contestó:

Das tritt nach meiner Kenntnis, ist das sofort...unverzüglich. (Hasta donde yo sé, esto es de inmediato...sin demoras).

Schabowski cometió un error, no leyó la segunda página del documento, en la que se establecía que la medida tenía efecto a partir del día siguiente.
Gracias a los anuncios de las radios y televisiones de la RFA y Berlín Oeste bajo el título «¡El Muro está abierto!», muchos miles de berlineses del Este se presentaron en los puestos de control y exigieron pasar al otro lado. Ni las tropas de control de fronteras ni los funcionarios del ministerio encargados de regularlas estaban informados. Sin una orden, bajo la presión de la gente, el punto de control de Bornholmerstraße se abrió a las 23:00, seguido de otros puntos de paso, tanto en Berlín como en la frontera con la RFA. Numerosos telespectadores se pusieron en camino. A pesar de todo, la verdadera avalancha tuvo lugar a la mañana siguiente. Muchos durmieron fuera de casa toda la noche para asistir a la apertura de la frontera el 10 de noviembre.
Los ciudadanos de la RDA fueron recibidos con entusiasmo por la población del Oeste. La mayoría de los bares cercanos al muro daban cerveza gratis y los desconocidos se abrazaban entre sí. En la euforia de esa noche, muchos occidentales escalaron el muro. Cuando se conoció la noticia de la apertura, se interrumpió la sesión vespertina del Bundestag en Bonn y los diputados entonaron en forma espontánea el Himno de Alemania.

## Artistas
El 9 de noviembre, los ciudadanos berlineses empezaron a derribar el muro con todos los medios a su disposición (picos, martillos, etc.). El virtuoso del violoncelo Mstislav Rostropóvich, que había debido exiliarse al oeste, fue al pie del muro a animar a los que lo demolían, escena de una célebre fotografía.
Durante el proceso de destrucción, el artista alemán Bodo Sperling promovió la idea de salvar un trozo de muro con el fin de crear una galería de arte urbano al aire libre. Varias asociaciones de artistas de ambos lados apoyaron la idea y consiguieron los permisos para fundar la East Side Gallery sobre una sección de 1316 m en la calle Mühlenstraße, a orillas del río Spree. Más de 100 artistas de todo el mundo fueron invitados a pintar murales rindiendo homenaje a la libertad.
El 21 de julio de 1990 se realizó en la Potsdamer Platz The Wall - Live in Berlin (El muro en vivo desde Berlín), promovido por Roger Waters y con la participación de estrellas de rock, como Van Morrison, Scorpions, Ute Lemper, Marianne Faithfull, The Band, Cyndi Lauper y Bryan Adams, para apoyar a la fundación Memorial Fund For Disaster Relief creada para paliar los impactos de cualquier guerra o desastre natural sobre todo en Europa.
El historiador marxista británico Eric Hobsbawm, en su libro de 1994 Historia del siglo XX, dice que el siglo XX fue «corto» (frente al «largo» XIX), habiendo estado enmarcado entre el estallido de la Primera Guerra Mundial y la desintegración de la Unión Soviética, hecho este último que ya había sido previamente anticipado de alguna manera por la caída del muro de Berlín de noviembre de 1989.
El artista alemán Wolf Vostell creó entre 1989 y 1992 un ciclo de obras con el título La Caída del Muro de Berlín.

## Estructura de las instalaciones en las fronteras

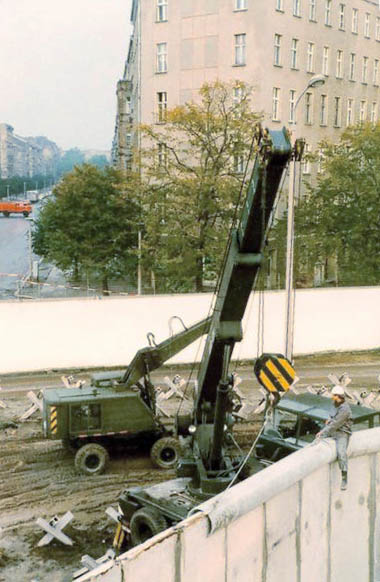
Ampliación del muro en Bernauer Straße (1980).

Estructura del Muro de Berlín.

El Muro de Berlín fue completado durante la fortificación exhaustiva de las fronteras con la RFA y —en menor proporción— de otras fronteras occidentales de los países del Pacto de Varsovia, haciendo palpable el llamado Telón de acero. Como el resto de las fronteras, el Muro de Berlín estaba provisto de un sistema muy completo de alambre de espino, fosos, barreras antitanque, pistas para patrullas y torres de vigilancia. A principios de la década de 1980 se habían empleado cerca de mil perros policía. Este sistema fue extendido en las décadas siguientes. Particularmente, las casas cercanas al muro se vaciaron después del amurallamiento. Este proceso continuó hasta el 28 de enero de 1985, día en el que se demolió la Iglesia de la Reconciliación en Bernauerstrasse. De esta forma se formó una franja alumbrada en la densa y oscura ciudad de Berlín.
Según el Ministerio de Seguridad Nacional, en la primavera de 1989 el muro estaba formado por:
- 41,91 km de muro de una altura de 3,60 m.
- 58,95 km de muro prefabricado de una altura de 3,40 m.
- 68,42 km de alambre de espino con una altura de 2,90 m.
- 161 km de calles iluminadas.
- 113,85 km de vallas.
- 186 torres de vigilancia.
- 31 puestos de control.

De la frontera de 156,4 km de Berlín Oeste, 43,7 km colindaban con Berlín Este y 112,7 km con Bezirk Potsdam; 64 km del recorrido estaban en áreas edificadas, 32 km en zonas boscosas, 37,95 en descampados y 37,95 km en ríos y lagos.
Las tropas fronterizas de Alemania del Este tenían órdenes de impedir por todos los medios la evasión de cualquiera que intentara cruzar el muro, incluido el uso de armas de fuego, aun a costa de la vida de los fugitivos. En el Muro de Berlín, las órdenes de disparar se dieron numerosas veces; el número de muertes supera la media de las producidas en las fronteras de la RDA. En festividades importantes o visitas de Estado, la orden de disparar a los fugitivos se interrumpía temporalmente para evitar las críticas de la prensa occidental. En Berlín Oeste, la policía y las fuerzas militares aliadas observaban las actuaciones en la frontera oriental y se registraban las más graves.

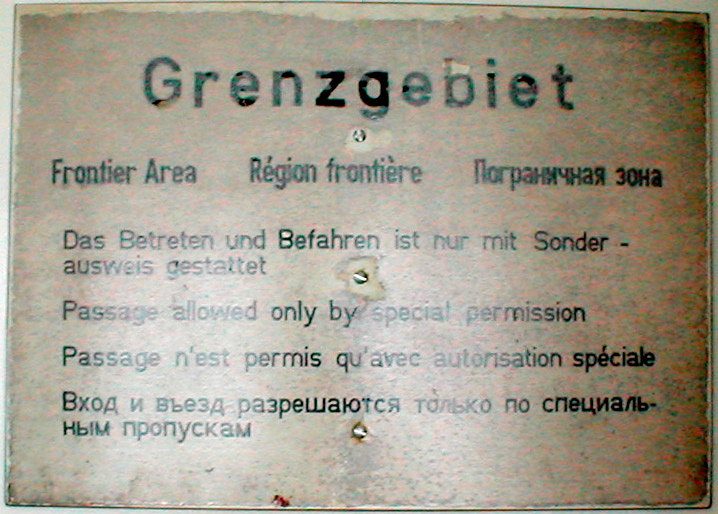
Señal de aviso de zona fronteriza: "Se permite el paso únicamente con permiso especial".

### Construcción de las instalaciones fronterizas
En el estado final de construcción, a finales de la década de 1980, las instalaciones fronterizas consistían en:
- Un muro de hormigón de 2,5 a 3,6 m de altura.[43]
- Una alarma que detectaba el contacto con el suelo.
- Una barrera de contacto de tela metálica más alta que un hombre, con un tendido de alambre de espinas y una alarma de contacto.
- Hasta su apertura en 1989 hubo además, en algunas partes, recorridos con perros policía (pastor alemán que podían correr libremente, aunque sujetos a una guía de cuerda), barreras antivehículo y antitanque (erizo checo), cuya desmantelación costaría posteriormente miles de millones de marcos al Estado.
- Un camino (iluminado de noche) para el acceso a los puestos de guardia y la circulación de las patrullas militares.
- Torres de vigilancia (302 en 1989) equipadas con proyectores de búsqueda, que vigilaban los puestos fronterizos de día y con un refuerzo de soldados durante la noche.
- Pistas de control, siempre escarificadas, que servían para recoger las huellas de los fugitivos, y que no debían ser pisadas por los soldados.
- Barreras de separación suplementarias, que superaban la altura de un hombre, y a través de las cuales se podía ver en oblicuo.
- El muro propiamente dicho, de 3,75 m de altura, con un lado en Berlín Occidental.
- Algunos metros de territorio pertenecientes a la RDA.

La anchura total de las barreras fronterizas variaba entre 30 y 500 m (en Potsdamer Platz). Al contrario que en las fronteras interiores con la RFA, no se colocaron campo de minas ni pistolas automáticas (aunque en general esto no se conocía en la RDA).

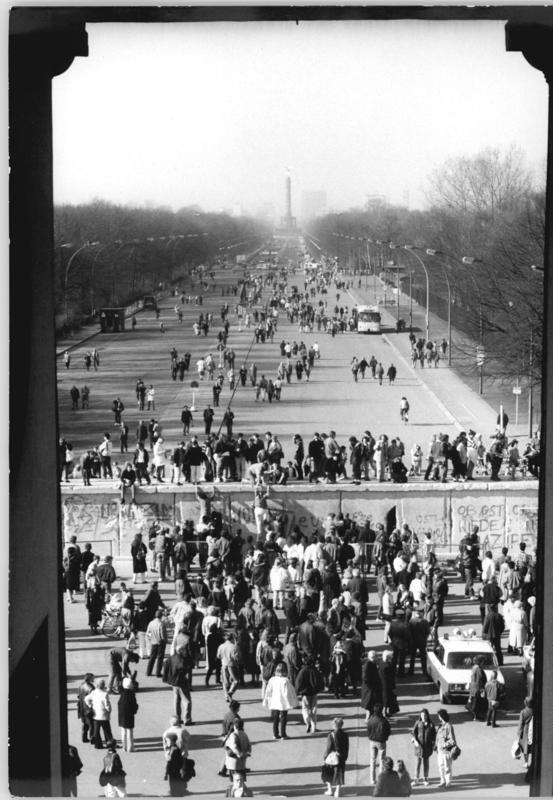
Cruzando hacia Berlín Oeste en 1989.

Los detalles de las instalaciones, diseñadas por las tropas fronterizas como zonas de acción, estaban bajo secreto militar y eran, por tanto, desconocidas por los ciudadanos de la RDA. Las tropas fronterizas debían guardar silencio. Como nunca sabían si se encontraban con un agente de la Stasi, siempre guardaban silencio. Cualquiera que se interesaba por las instalaciones fronterizas se arriesgaba, al menos, a ser arrestado y enviado a los puestos de policía para un control de identidad. El resultado podía ser una condena en prisión por planificación de evasión. Estaba prohibido visitar la zona inmediatamente anterior a la frontera sin una autorización especial.

### Arte
- «A Great Day For Freedom», canción de Pink Floyd (sin Waters) escrita para su álbum The Division Bell, editado entre 1993 y 1994.
- Ostalgie
- La vergüenza
- Kleo, película alemana de 2022.

## Filmografía
- Uno, dos, tres (1961)
- Escape from East Berlin (1962)
- El niño y el muro (1965)[44]
- Sonnenalle (1999)
- Berlin is in Germany (2001)
- El túnel (2001)
- Good Bye, Lenin! (2003)
- La vida de los otros (2006)
- Somos el pueblo - El amor no conoce fronteras (2008)
- Calle Bornholmer (2014)
- Bridge of Spies (2015)
- Kleo (2022)